# Минами-Осава (станция)
Станция Минами-Осава (яп. 南大沢駅 минами осава эки) — железнодорожная станция на линии Сагамихара, расположенная в городе Хатиодзи. Недалеко от станции расположен Токийский столичный университет, а также большой торговый комплекс.

## Планировка станции
2 пути и две боковые платформы.
| 1 | ■ Линия Сагамихара | Хасимото |
| 2 | ■ Линия Сагамихара | Тама-Центр ・ Тёфу ・ Мэйдаймаэ ・ Сасадзука ・ Синдзюку ・(Новая Линия Кэйо) Синдзюку ・(Линия Синдзюку) Итигая ・ Мотоявата |

## Близлежащие станции
| «                | «                | Вид обслуживания | »                | »                |
| Линия Сагамихара | Линия Сагамихара | Линия Сагамихара | Линия Сагамихара | Линия Сагамихара |
| ---------------- | ---------------- | ---------------- | ---------------- | ---------------- |
| Тама-Центр       | Тама-Центр       | Express          | Хасимото         | Хасимото         |
| Кэйо-Хориноути   | Кэйо-Хориноути   | Com. Rapid       | Тамасакай        | Тамасакай        |
| Кэйо-Хориноути   | Кэйо-Хориноути   | Rapid            | Тамасакай        | Тамасакай        |
| Кэйо-Хориноути   | Кэйо-Хориноути   | Local            | Тамасакай        | Тамасакай        |